# HEART OF SWORD 〜夜明け前〜
「HEART OF SWORD 〜夜明け前〜」（ハート・オブ・ソード よあけまえ）は、1996年11月11日にリリースされたT.M.Revolution3枚目のシングル。発売元はアンティノスレコード。2009年3月25日にはマキシシングルとしてエピックレコードから再発売された。

## 概要
- フジテレビ系アニメ『るろうに剣心 -明治剣客浪漫譚-』エンディングテーマに起用され、自身初のアニメタイアップとなった。なお、タイトルの「HEART OF SWORD」は日本語に直訳すると「剣の心」となり、主人公「緋村剣心」を示している。
- 『るろうに剣心』の原作者である和月伸宏は、アニメ版の主題歌の中でこの曲が最も気に入っているという。
- タイアップの縁もあり、西川はアニメ本編に、煉（大蛇の煉）役で声優として出演。
- オリコンチャートにおいて46週に渡りチャートインし、累計売上は36.6万枚（オリコン調べ）を記録[1]。シングルで自己最長のロングセラー。
- この曲で浅倉大介と共にフジテレビ系『HEY!HEY!HEY! MUSIC CHAMP』に初出演。ダウンタウン相手に丁々発止のトークを披露、西川のキャラクターの面でもブレイクのきっかけとなった。

## 収録曲
| 全作詞: 井上秋緒、全作曲・編曲: 浅倉大介。 |                                                          |           |            |                          |      |
| #                                          | タイトル                                                 | 作詞      | 作曲・編曲 | 出版社                   | 時間 |
| 1.                                         | 「HEART OF SWORD 〜夜明け前〜」                          | 井上秋緒  | 浅倉大介   | フジパシフィック音楽出版 | 4:03 |
| 2.                                         | 「IMITATION CRIME」                                      | 井上秋緒  | 浅倉大介   | フジパシフィック音楽出版 | 4:37 |
| 3.                                         | 「HEART OF SWORD 〜夜明け前〜 -Original Backing Track-」 | 井上秋緒  | 浅倉大介   |                          | 4:04 |
| 合計時間:                                  | 合計時間:                                                | 合計時間: | 12:44      |                          |      |

## 作品内容
HEART OF SWORD 〜夜明け前〜
フジテレビ系アニメ『るろうに剣心 -明治剣客浪漫譚-』第3期エンディングテーマ（28話〜38話・43話〜49話）。
この曲は、タイアップにおける諸事情により、本放送において本来の3ヶ月間のタイアップ期間以降も「差し替え」という形で第4期（43話〜49話）に再度使用された。その際、エンディングの尺が第4期より約1分30秒から約2分20秒に延長されたのに合わせ、第4期用の映像なども使用した別バージョンが放送されたため、この曲を用いたエンディングアニメーションは2種類存在している（ただし、ビデオやDVDでは該当する回が本来のエンディングに戻されているため、このロングバージョンは収録されていない）。この件に関する詳細は「るろうに剣心 -明治剣客浪漫譚- (アニメ)#主題歌」を参照のこと。『モンスターストライク』でも、同作とのコラボイベントの降臨ボス戦のクライマックスでこの曲が流れた。
西川は『この曲でT.M.Revolutionを知ってくれた人ってたくさんいると思うんですよ。でも、それは単にタイアップってことじゃなく、この曲の持つパワーや詞の中にある"ここだけは譲れない"という意志みたいなものが、僕も歌う時にものすごく思いを込めたし、それらが聴く人に必ず伝わっていると信じてますけど』と語っている。
IMITATION CRIME
「LIAR'S SMILE」（1stシングル『独裁 -monopolize-』C/W、1stアルバム『MAKES REVOLUTION』収録）と共に、デビュー以前のライブから披露されていた楽曲。

## 収録アルバム
- restoration LEVEL→3（#1、#2）
  - #1は「ESPECIAL "MATT" Mix」として収録。
- DISCORdanza Try My Remix 〜Single Collections（#1、#2）
  - #1は「Beat Run Beat U-Mix」として、#2は「Sweet Milk K-Mix」として収録。
- B★E★S★T（#1）
- UNDER:COVER（#1,セルフカバー版）
- 1000000000000（#1）
- UNDER:COVER 2（#2,セルフカバー版）
- るろうに剣心 -明治剣客浪漫譚- ベスト・テーマ・コレクション（#1）
- るろうに剣心 -明治剣客浪漫譚- プレミアム・コレクション（#1）
- るろうに剣心 -明治剣客浪漫譚- Complete Collection（#1）
- るろうに剣心 -明治剣客浪漫譚- COMPLETE CD・BOX（#1）
- 2020 -T.M.Revolution ALL TIME BEST-（#1）

## カバー
- 児玉国弘 - 1998年発売のアルバム『テレビ こどものうた ベスト30』に収録。
- 中村繪里子 - 2009年発売のアルバム『百歌声爛 女性声優編III』に収録。
- 関智一 - 2012年発売のアルバム『Thank You My Heroes!!』に収録。